# Hugues de Flavigny
Hugues de Flavigny o de Saint Vannes, latinizado como Hugo Flaviniacensis, Virdunensis o Sancti Vitoni (¿Verdún?, provincia de Lorena, hacia 1064-1115) fue un historiador y monje benedictino francés, abad de Flavigny desde 1097 a 1100. 

## Biografía
Era de prestigioso linaje y recibió su educación en el monasterio de Saint-Vannes (San Vitón, cerca de Verdún), donde a continuación tomó el hábito de san Benito. Como el obispo de Verdún era partidario del emperador Enrique IV del Sacro Imperio Romano-Germánico y el antipapa Clemente III, el abad de Saint-Vannes, partidario del papa, tuvo que abandonar el monasterio y dirigirse a la abadía de Saint-Bénigne en Dijon con la mayor parte de sus monjes, entre los cuales estaba Hugues. Llegados allí, pronunció sus votos ante el abad Jarento, ferviente partidario y amigo del papa Gregorio VII. El abad puso enseguida su confianza en Hugues y el arzobispo de Lyon requirió a menudo sus servicios.
En 1096, pese a su juventud, Hugues fue elegido abad de Flavigny y pronto se vio implicado en numerosos conflictos no solo con su obispo diocesano de Autun, sino también con sus propios monjes, quienes querían explotar todos los medios posibles, incluso deshonestos, en nombre del papa. A causa de esta oposición tuvo que huir dos veces y, finalmente, abdicar, pero el concilio de Valence en 1100 lo devolvió a su puesto. Estas amargas experiencias lo llevaron gradualmente a cambiar totalmente de opinión en la querella de las investiduras y se convirtió en un feroz opositor al papa aceptando al obispo de Verdún, partidario del emperador, pese a que el anterior abad, partidario del Papa, fue desposeído de su cargo. Y se las arregló para mantener esta posición entre 1111 y 1114, tras lo cual parece que vivió en estricto aislamiento como un monje más, perdiéndose su memoria a partir de entonces.

## Obras
Desde su estancia en Dijon y probablemente a instancias del abad Jarento y del arzobispo de Lyon, Hugues de Flavigny comenzó a redactar una crónica latina en dos volúmenes sobre la historia del mundo desde el nacimiento de Cristo hasta entonces (Chronicon Virdunense seu Flaviniacense). El primero, que llega hasta el año 1002, se puede considerar como una compilación bastante genérica cuyo interés reside sobre todo en haber utilizado materiales escritos que hoy ya no se conservan y han desaparecido. El segundo cubre el periodo entre 1002 y 1112, y aporta gran copia de informaciones sobre la historia de Lorena y la historia eclesiástica de Francia.
Gracias a su gran erudición Hugues consiguió compilar gran número de documentos que copia en su obra. Cuando estos se revelan demasiado amplios, abandona el análisis y lo sustituye por una narración completa y detallada, y de esta manera escribió Acta Gregorii VII (biografía del papa Gregorio VII), Series Abbatum Flaviniacensium (sobre sus predecesores en la abadía de Flavigny), Vita beati Richardi, abbatis S. Vitori y Vita S. Magdalvei (dos hagiografías, la primera sobre Ricardo de Saint Vannes). Su relato de la elección papal de Victor III es una obra maestra del género en este periodo. Antes de ser abad de Flavigny escribió una obra contra el antipapa Guiberto y el emperador Enrique IV. Mabillon dice haber visto en Flavigny un cartulario monacal que por la escritura cree ser del mismo Hugo, así como un necrologio.
Existen ediciones completas de la Crónica de Hugo de Flavigny en Georg Heinrich Pertz, Monumenta Historica Germaniae, VIII, 288-502 y Jacques-Paul Migne, Patrología Latina, CLIV, 21-404, transcrito para Internet en Documenta Catholica Omnia.